# Burns (Wisconsin)
Burns – miasto w Stanach Zjednoczonych, w stanie Wisconsin, w hrabstwie La Crosse.